# Sidemen
Sidemen er en gruppe af britiske youtubere. Gruppen blev dannet i 2013 og laver forskellige former for videoer på YouTube, herunder vlogs, gaming osv.

## Medlemmer
Gruppen består af 7 medlemmer:
- Olajide "JJ" Olatunji – kendt online under navnet 'KSIolajidebt', eller bare 'KSI'.
- Simon Minter – kendt online under navnet 'Miniminter'.
- Joshua Bradley – kendt online under navnet 'Zerkaa'.
- Tobit Brown – kendt online under navnet 'TBJZL'.
- Ethan Payne – kendt online under navnet 'Behzinga'.
- Vikram Barn – kendt online under navnet 'Vikkstar123'.
- Harry Lewis – kendt online under navnet ' Wroetoshaw', eller bare 'W2S'.

## Historie
Mange af medlemmer kendte hinanden før at gruppen opstod. Zerkaa og TBJZL kendte hinanden fra skoletiden, og det same gjorde KSI og Miniminter. Flere af medlemmerne havde også kendt hinanden i det at mange af dem havde været aktive som youtubere i den britiske FIFA-community i årene 2011-13.
Gruppen opstod i oktober 2013 i Grand Theft Auto V online, da 6 af medlemmerne, alle undtagen W2S, blev medlemmer af en social club, hvilket er de grupper man kan danne i Grand Theft Auto V online, ved navnet 'The Ultimate Sidemen'. W2S blev senere medlem i januar 2014 da Zerkaa og ham mødtes ved en FIFA-event i New York City, og inviterede W2S til at blive medlem af gruppen.
Gruppen har været sammen uafbrudt og har haft de samme 7 medlemmer siden W2S kom med. Gruppen opnåede i december 2020 10 million abonnenter på deres YouTube kanal.